# Stade Saïd Amara
Stade Saïd Amara (do 2020 roku Stade 13 Avril 1958) – wielofunkcyjny stadion w Sa’idzie, w Algierii. Obiekt może pomieścić 25 000 widzów. Swoje spotkania rozgrywają na nim piłkarze klubu MC Saïda.
Budowa stadionu rozpoczęła się w 1989 roku. Plany zakładały powstanie obiektu na 40 000 widzów. W II połowie lat 90. XX wieku, z powodu braku funduszy, prace zostały wstrzymane. W 2000 roku wznowiono realizację projektu, zmniejszając jednak zakładaną pojemność do 25 000 widzów. Obiekt oddano do użytku w 2005 roku. Pierwotnie otrzymał on nazwę „Stade 13 Avril 1958”, upamiętniającą datę uformowania drużyny piłkarskiej Frontu Wyzwolenia Narodowego. W 2020 roku, po śmierci pochodzącego z Sa’idy piłkarza i trenera piłkarskiego Saïda Amary, stadion przemianowano, nadając mu jego imię („Stade Saïd Amara”).